# Krasnopíl·lia
Krasnopíl·lia o Krasnopólie (en ucraïnès Краснопілля, en rus Краснополье) és una vila de la província de Sumi, Ucraïna. El 2021 tenia 7.849 habitants.